# Paralacydes jeskei
Paralacydes jeskei är en fjärilsart som beskrevs av Karl Grünberg 1911. Paralacydes jeskei ingår i släktet Paralacydes och familjen björnspinnare. Inga underarter finns listade i Catalogue of Life.